# Hyalopsyche sachalinica
Hyalopsyche sachalinica är en nattsländeart som beskrevs av Martynov 1910. Hyalopsyche sachalinica ingår i släktet Hyalopsyche och familjen Dipseudopsidae. Inga underarter finns listade i Catalogue of Life.